# Famille de Vogüé
La famille de Vogüé, olim d'Alès, est une famille subsistante de la noblesse française, d'extraction médiévale. Son nom vient de la terre de Vogüé près d'Aubenas (Ardèche) qu'elle hérita de la première famille de Vogüé éteinte en 1326 et dont elle descendait en ligne féminine. Cette première famille possédait également depuis le XIIIe siècle la terre de Rochecolombe sous le nom de laquelle elle était parfois désignée jadis.
Les Vogüé comptèrent à partir du XIXe siècle des industriels et des hommes d'affaires, mais aussi deux membres de l'Académie française, des hommes politiques, des résistants, etc.

## Première famille de Vogüé (éteinte en 1326)
La première famille de Vogüé tirait son nom de la terre de Vogüé, dans le Vivarais (Ardèche), qu'elle possédait depuis un temps immémorial, « caractère certain d'une noblesse de race » écrit Bernard Chérin, généalogiste des Ordres du roi dans son mémoire pour les Honneurs de la Cour.  Elle le transmit avec ses armes à la famille d'Alès qui le substitua au sien.
Elle a été aussi connue sous le nom de Rochecolombe, terre qu'elle possédait dans le même temps,.
Le généalogiste Bernard Chérin indique également au sujet de cette famille : « La maison de Vogüé en Vivarais, est l'une des plus anciennes de cette province […] Elle est connue depuis 1080 et prouve sa filiation depuis 1256 »,.
Bertrand, seigneur de Vogüé, est attesté en 1080 : avec sa femme Bermonde (probablement issue de la maison d'Anduze) et ses fils Jean et Raymond de Vogüé, ils sont donateurs de divers  bien-fonds dans la paroisse de Saint-Maurice à sœur Simplice, prieure du monastère de Saint-Martin de La Villedieu,,.
Bertrand de Vogüé, en 1084, contribua avec Bermonde, sa femme, à la fondation du monastère de La Villedieu.
Un autre membre de la famille, Pierre de Vogué, sans doute frère du précédent figurait dans la même charte de donation,,.
Audibert, seigneur de Vogüé, chevalier, rendit hommage pour cette même terre de Saint-Maurice en 1150 à l'évêque de Viviers,.
Un Guillaume de Vogüé était chanoine de Viviers en 1137.
En 1207, quatre membres de la famille de Vogüé : Raymond de Vogüé, chevalier, Pons de Vogüé, damoiseau, Dalmase et Pierre de Vogüé se reconnaissent vassaux de l'évêque de Viviers , le 6 des calendes de mars 1200 (25 février 1207) et lui font hommage des forts et châteaux qu'ils possédaient dans le lieu de Vogüé,,,.
Raymond occupe une tour et le château, déjà qualifié de « vieux ». Pons et Dalmasse ont chacun une tour. L'installation de Pierre est la plus modeste : elle ne comprend qu'une enceinte palissadée.
On trouve aussi Geoffroy de Vogüé, évêque de Saint-Paul-Trois-Châteaux (1210-1230) et Arnaud de Vogüé, évêque de Viviers (1246-1255). Certains auteurs ont pu considérer qu'ils ont été frères.
Raymond de Vogüé possédait aussi la terre de Rochecolombe, distante d'une lieue et demie de Vogüé, terre dont la possession a perduré dans la branche aînée jusqu'à l'époque de l'émigration. Ce fut comme seigneur de Rochecolombe que Raymond de Vogué, chevalier, transigea en 1210 avec l'abbé de Mazan.
Audibert, co-seigneur de Vogué, chevalier, mourut sans enfants avant l'année 1265. Sa succession fut recueillie par son cousin, Raymond, seigneur de Vogüé, chevalier, vivant en 1256 et 1296. Depuis ce Raymond, qui fut en même temps seigneur de Rochecolombe, Saint-Germain, la Villedieu, Plantade, Coyras, Saint-Sernin, Lanas et Saint-Maurice, la filiation est établie sans aucune interruption dans les titres généalogiques.
La filiation prouvée commence avec Raymond Ier de Vogüé (descendant d'un des précédents), vivant en 1256, seigneur de Vogüé et de Rochecolombe, marié à Guilhelme de Laudun,.
En 1256, 1292 et 1293, il exempta de la taille à volonté ses sujets de Vogüé, Rochecolombe, Saint-Germain, La Villedieu, Saint-Laurent-sous-Coiron, Saint-Maurice, Lanas et Lachapelle-sous-Aubenas.
Cette première famille de Vogüé s'éteignit en 1326 avec Raymond II de Vogüé (1297-1326) époux de Marguerite de Seneterre.

## Seconde famille de Vogüé
Marc Gauer écrit dans l'ouvrage Histoire de la famille Vogüé et de ses alliances que la première maison de Vogüé s'éteignit avec Raymond II de Vogüé (1297-1326) époux de Marguerite de Seneterre, qui pour assurer l'avenir de son domaine et de son nom adopta et institua comme son héritier universel (devant Jean de La Villedieu, notaire), à condition de prendre les armes et nom de Vogüé, son plus proche parent par les femmes, Raymond d'Alès (mort en 1341), petit-fils d'Amédée Ier d'Alès, gentilhomme du Dauphiné (mort en 1284) marié en 1275 à N de Vogüé, fille de Raymond Ier de Vogüé et de Guillemette de Laudun.
Alès, Alesium était un castrum situé dans la Drôme au sud de Valence; c'est aujourd'hui le bourg d'Allex. Amédée Ier d'Alès, époux de N. de Vogüé et qui en était seigneur, mourut jeune, et Raymond Ier de Vogüé dut prendre la tutelle de ses petits-fils.
Dans un acte de 1323, Amédée II d'Alès, fils d'Amédée Ier d'Alès, est nommé « père et tuteur de Raymond de Vogüé ».
Cette opinion est partagée par Régis Valette qui, dans son Catalogue de la noblesse française, indique "de Vogüé olim d'Alex". Régis Valette mentionne une filiation noble prouvée depuis 1256, année ou est mentionné Raymond de Vogüé, chevalier, seigneur de Vogüé et de Rochecolombe. La seconde famille de Vogüé fait partie de la noblesse dite d'extraction médiévale.
Deux branches principales se sont formées vers la fin du XVIe siècle, par deux frères, Melchior et Louis de Vogüé, chevaliers de l'ordre du roi.
La famille de Vogüé fut maintenue noble en 1671 sur une filiation prouvée remontant à Audibert de Vogüé (1352-1417).

## Généalogie

### XIIIe–XVIIesiècle
Les ouvrages (cités en bibliographie) du dit "marquis" (par courtoisie) de Vogüé, de François-Alexandre Aubert de La Chesnaye Des Bois, et Le Grand Armorial de France ainsi que l'ouvrage de Marc Gauer donnent les premiers degrés suivants de la filiation prouvée.
- Raymond Ier de Vogüé, seigneur de Rochecolombe, de Saint-Maurice et de Lanas (cité dans un acte d'affranchissement qu'il fit en date du 8 des calendes de novembre 1256), épouse Guilhelme de Laudun, dont :
  - Nn. de Vogüé (fille), mariée à Amédée Ier d'Alès († 1284)
    - Amédée II d'Alès, marié à Nn.
      - Raymond de Vogüé († en 1341), épouse Rixende de Mirabel, dont manque une génération ???
        - Audibert (1352-1417) épouse Jeanne Salmand
          - Pierre (1416-1469), bailli épiscopal, épouse Marguerite Bernard
            - Antoine, seigneur de Lanas, teste en 1503, épouse Jeanne de Caissac. De cette union, naissent dix enfants, dont trois seront religieux.
              - Jean, fait chevalier des ordres au camp de Salces, épouse le 2 décembre 1507 Gabrielle de Cayres d'Antraigues. De cette union, naissent neuf enfants.
                - Guillaume, chevalier, seigneur de Rochecolombe et de Lanas, épouse le 4 août 1558 Antoinette de Galiens, de Védène, alias des Issarts. De cette union, naissent six enfants.
                  - Melchior Ier, transforme le château de Vogüé, chevalier des ordres du roi, épouse le 13 août 1597 Dorothée de Montfaucon. Ils sont les auteurs de la branche ainée.
                    - Georges, grand bailli du Vivarais, épouse le 1er octobre 1635 Françoise de Grimoard de Beauvoir du Roure.
                      - Melchior II (1639-1706), grand bailli du Vivarais, colonel de cavalerie, épouse le 10 novembre 1669 Gabrielle de Motier de Champetières.

                  - Louis, qui épouse en 1605 Marguerite du Peloux, dame de Gourdan. Ils sont les auteurs de la branche dite « de Gourdan ».

### De Melchior II de Vogüé (1639-1706) à nos jours
- Melchior II de Vogüé (1639-1706), grand-bailli du Vivarais, colonel de cavalerie, épouse le 10 novembre 1669 Gabrielle de Motier de Champetières. De cette union, naissent treize enfants, dont Cérice, le deuxième.
  - Cérice François de Vogüé (1683-1729), bailli du Vivarais, baron de Vogüé par lettres patentes de 1713, seigneur de la baronnie d'Aubenas qu'il achète en 1716[12]. Il épouse Marie Lucrèce de Tournesy, dame de Poussan. De cette union naissent quinze enfants, puis en 1726 Anne de Serre. De cette seconde union, naissent cinq enfants.
    - Charles François Elzéar de Vogüé (1713-1782), baron d'Aubenas et de Vogüé dit « le marquis de Vogüé » (titre de courtoisie)[13], lieutenant-général. Il épouse le 19 février 1732 Marie Madeleine de Truchet de Chambarlac (1705-1765). De cette union, naissent six enfants dont Cérice, l'aîné.
      - Melchior Cérice François de Vogüé (1732-1812), dit le marquis de Vogüé, maréchal de camp. En 1763, il épouse Jeanne Marie Thérèse du Bouchet de Sourches (1743-1765) puis le 25 novembre 1766 Catherine Louise Bouhier de Versailleu (1749-1783) et en 1802 Louise Pernelle Sophie de La Forest Divonne (1764-1843). Par son deuxième mariage, il prend possession  d'un hôtel particulier à Dijon, devenu Hôtel de Vogüé, et depuis revendu à la commune de Dijon.
        - Charles François Elzéar de Vogüé (1781-1807), dit le marquis de Vogüé, lieutenant-général. Le 24 mai 1802, il épouse Adélaïde Louise Zéphirine de Damas (1784-1838).
          - Léonce Louis Melchior de Vogüé (1805-1877), dit le marquis de Vogüé, homme politique. Le 25 octobre 1826, il épouse Henriette Marie Marguerite de Machault d'Arnouville (1808-1864).
            - Charles Jean Melchior de Vogüé (1829-1916), dit le marquis de Vogüé, diplomate et archéologue, membre de l'Académie française. Le 2 juin 1855, il épouse sa cousine Adélaïde Marguerite de Vogüé (1835-1860) (voir ci-dessous) puis en 1866 Béatrix Claire des Monstiers-Mérinville (1845-1876).
              - Louis Antoine Melchior de Vogüé (1868-1948), dit le marquis de Vogüé, industriel et homme politique, épouse le 3 août 1892 Louise Marie Charlotte d'Arenberg (1872-1958)
                - Melchior de Vogüé (1893-1965), dit le marquis de Vogüé, directeur de banque. Le 19 octobre 1920, il épouse Blanche Alix Henriette Geneviève Arlette Brincard (1898-1974)[14].
                  - Pierre Melchior Louis de Vogüé (1921-2011)[15], dit le marquis de Vogué, résistant, haut-fonctionnaire, puis industriel et homme d'affaires, fondateur de la SCOR. Marié à Geneviève de Thomasson (1926-2009)[16].
                    - Guillaume de Vogüé (né en 1947), industriel, marié à Marie-Liesse d'Harcourt (4 enfants : trois filles et un fils)

                  - Antoine de Vogüé (1923-1998), homme politique français, agriculteur. Il épouse Françoise Marie Louise de Hautecloque (1922-2012)[17].
                  - Adalbert de Vogüé (1924-2011), bénédictin, historien du monachisme.

                - Bertrand Pierre Hélie de Vogüé (1901-1987)[18], adjoint au maire de Reims, président de la Commission d'exportation des vins de France (1969-1974). Il épouse le 8 juin 1926 Barbe Mathilde Albertine Simone de Mun (1905-1994)[19].
                  - Jacqueline de Vogüé (1927-2019)[20], mariée à Charles Pozzo di Borgo (1927-1991)[21].
                  - Guy de Vogüé (1929-2002), élu local du Parti communiste français puis peintre.
                  - Alain de Vogüé (1930-) PDG de la maison Veuve Clicquot, marié à Leticia de Yturbe.
                  - Patricia de Vogüé, mariée à Florian Claude René Colonna-Walewski (1935-2003)[22].

                - Jacques Melchior Marie de Vogüé (1912-1991), directeur de banque. Marié à Iléana Raindre (1921-2016)[23]

              - Robert de Vogüé (1870-1936), président de compagnie d'assurances. Le 8 mars 1896, il épouse Lucie Sommier (1874-1946).
                - Jean Alexandre Melchior de Vogüé (1898-1972), résistant, épouse Hélène Jaunez (1908-2003)[24] le 15 septembre 1927.
                  - Patrice de Vogüé (1928-2020)[25], propriétaire du château de Vaux-le-Vicomte, épouse Cristina Colonna Di Paliano, fille de Don Guido Colonna di Paliano (enfants : Alexandre de Vogüé, Jean-Charles de Vogüé, Ascanio de Vogüé)[26]

                - Arnaud de Vogüé (1904-1988), dit « colonel Colomb », président de Saint-Gobain (1953-1969). Le 5 novembre 1929, il épouse Solange de Mun (1908-1999)
                  - Jeanne de Vogüé (1934), épouse Humbert de Villoutreys de Brignac le 29 avril 1955

              - Adalbert de Vogüé (1872-1923)

            - Ursule de Vogüé (1828-1908), épouse en 1847 Charles de Bryas (1820-1879)

          - Charles Louis de Vogüé, épouse en 1834 Élisabeth de Béranger
            - Adélaïde Marguerite de Vogüé, épouse en 1855 son cousin Charles Jean Melchior de Vogüé (1829-1916) (voir ci-dessus)
            - Arthur de Vogüé (1838-1924), épouse en 1882 Marie Adèle Herménégilde de Contades (1861-1953)

      - Florimond Annet Innocent de Vogüé (1732- ), colonel de carabiniers. Il épouse en 1753 Marie Anne de Cadolle de Montelus.
        - Eugène Jacques Joseph Innocent de Vogüé (1777-1854) épouse le 10 septembre 1810 Laure Angélique Marie Françoise de Sibeud de Beausemblant ( -1863)
          - Marie Victoire Raphaël de Vogüé (1817-1901), épouse à l'ambassade d'Angleterre à Paris en 1846 Henriette Christine Anderson Hastings (-1910)
            - Eugène Marie Melchior de Vogüé (1848-1910), écrivain, membre de l'Académie française. Le 6 février 1878, il épouse Alexandrine Nicolaevna Annenkoff (-1914)
              - Henri de Vogüe (01-09-1879, Tsarkoïe Selo, Russie - 10-10-1915, Saint-Hilaire-au-Temple, 51);
              - Raymond de Vogüe (1881 - ?)
              - Félix de Vogüé (03-10-1882 - Bobrovo, Russie - 22-01-1946), écrivain. Le 18 mai 1907, il épouse Christiane Colette Hortense Robert de Beauchamp (1888-1914)
                - Raymonde de Vogüé

      - Jacques Joseph François de Vogüé (1740-1787), prélat catholique, évêque de Dijon

## Alliances
Les principales alliances de la famille de Vogüé sont : de Damas d'Antigny (1802), de Machault d'Arnouville (1826), de Bérenger (1834), des Monstiers-Mérinville (1866), de Nicolaÿ (1879), de Contades (1882), d'Arenberg (1892), Sommier (1896), Benoist d'Azy (1896), Pastré (1906), de Durfort-Civrac de Lorge (1919), de Luppé (1920), d'Andigné, de Montesquiou-Fézensac (1922), Eudes d'Eudeville (1924), de Varennes Bissuel de Saint-Victor (1925), de Mun (1926 & 1929), de Rohan-Chabot (1939, 1993), Raindre (1939), Colonna di Palliano (1967), de La Ville de Baugé, d'Hautefeuille.

## Armes et devises
D'azur, au coq d'or, becqué, barbé, crêté et ergoté de gueules,,,.
- Cri de guerre : Fortitudine et Vigilantia (Courage et Vigilance) ;
- Devise : Sola vel voce leones terreo (J'effraie les lions d'un seul cri).

## Titres
Les titres authentiques de la famille de Vogüé sont : 
- Baron de Vogüé par lettres patentes de 1713[27],[4],[12].
- Pair de France héréditaire en 1823, confirmé baron-pair héréditaire par ordonnance royale du 24 mai 1824 pour une branche[4],[27]
- Pair de France héréditaire en 1827, confirmé baron-pair héréditaire en 1829 pour une branche cadette[4],[27].

Titre de courtoisie :
- L'aîné des Vogüé porte depuis le XVIIe siècle le titre de courtoisie de  marquis de Vogüé [13], sous lequel son ancêtre fut admis aux Honneurs de la Cour. On voit par exemple Melchior (1639 - 1706) être qualifié de marquis de Vogüé dans le Grand Armorial de France[30].

Pierre de Vogüé (mort sans postérité en 1773), à qui le dernier duc de Villars (mort en 1770) légua par testament sa grandesse d'Espagne, la légua à son tour à son cousin Charles François Elzéar de Vogüé (1713-1782). Certains auteurs (dont André Borel d'Hauterive) indiquent que cette succession fut reconnue en Espagne en 1825. Une demande fut effectivement faite en 1826 dans ce sens par le marquis de  Vogüé « comme légitime successeur du duc de Villars ». Le résultat de cette demande varie d'une source à l'autre : Emilio de Cárdenas Piera pense qu'elle n'a pas fait l'objet d'une concession de réhabilitation, tandis que Francisco Fernandez de Bethencourt pense le contraire.

## Sépulture
On retrouve dans l'Église Sainte Marie Madeleine de Boulleret de nombreuses plaques funéraires de certains membres de la famille de Vogüé.

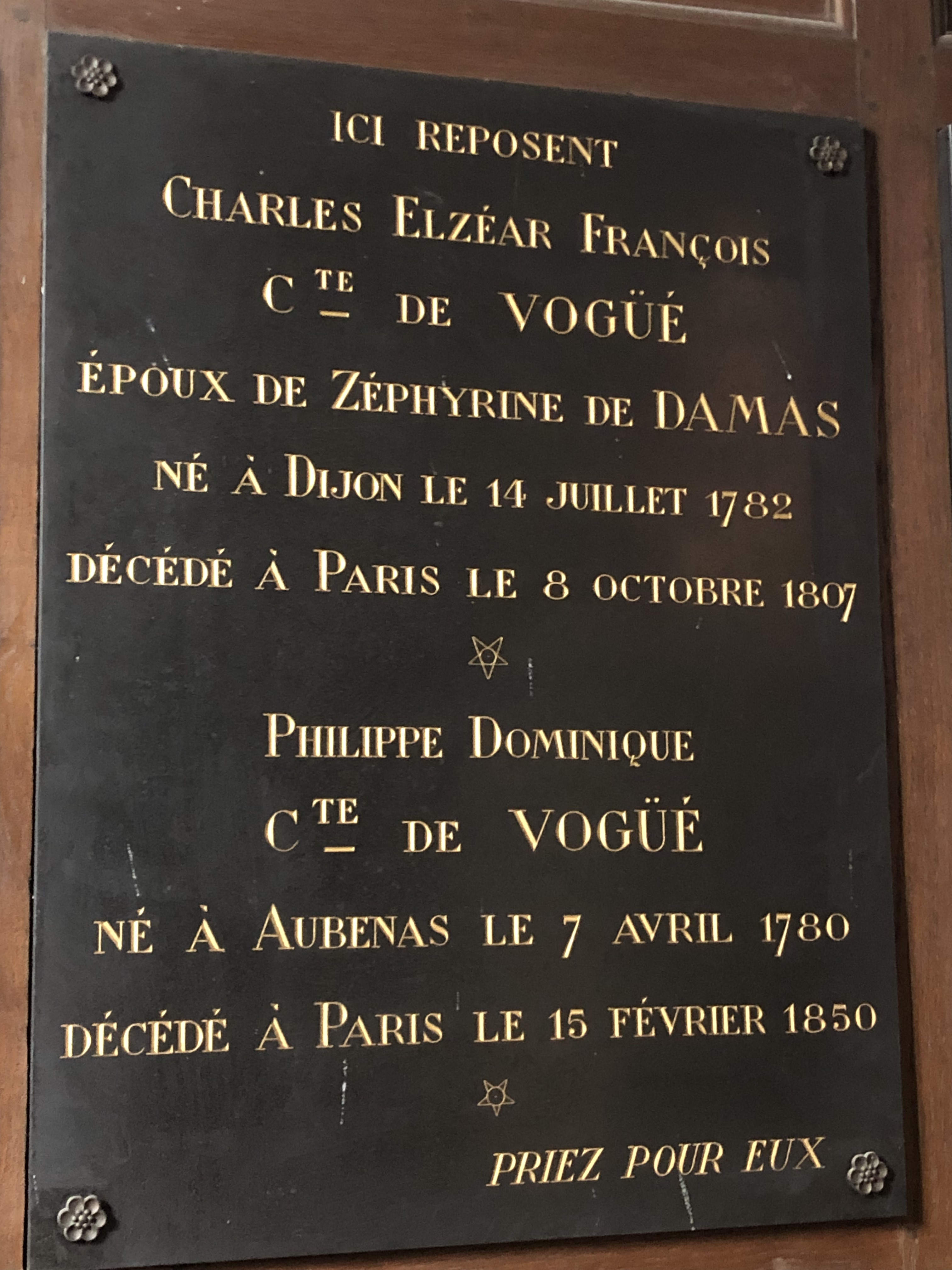
Plaque funéraire de Charles Elzéar de Vogüé

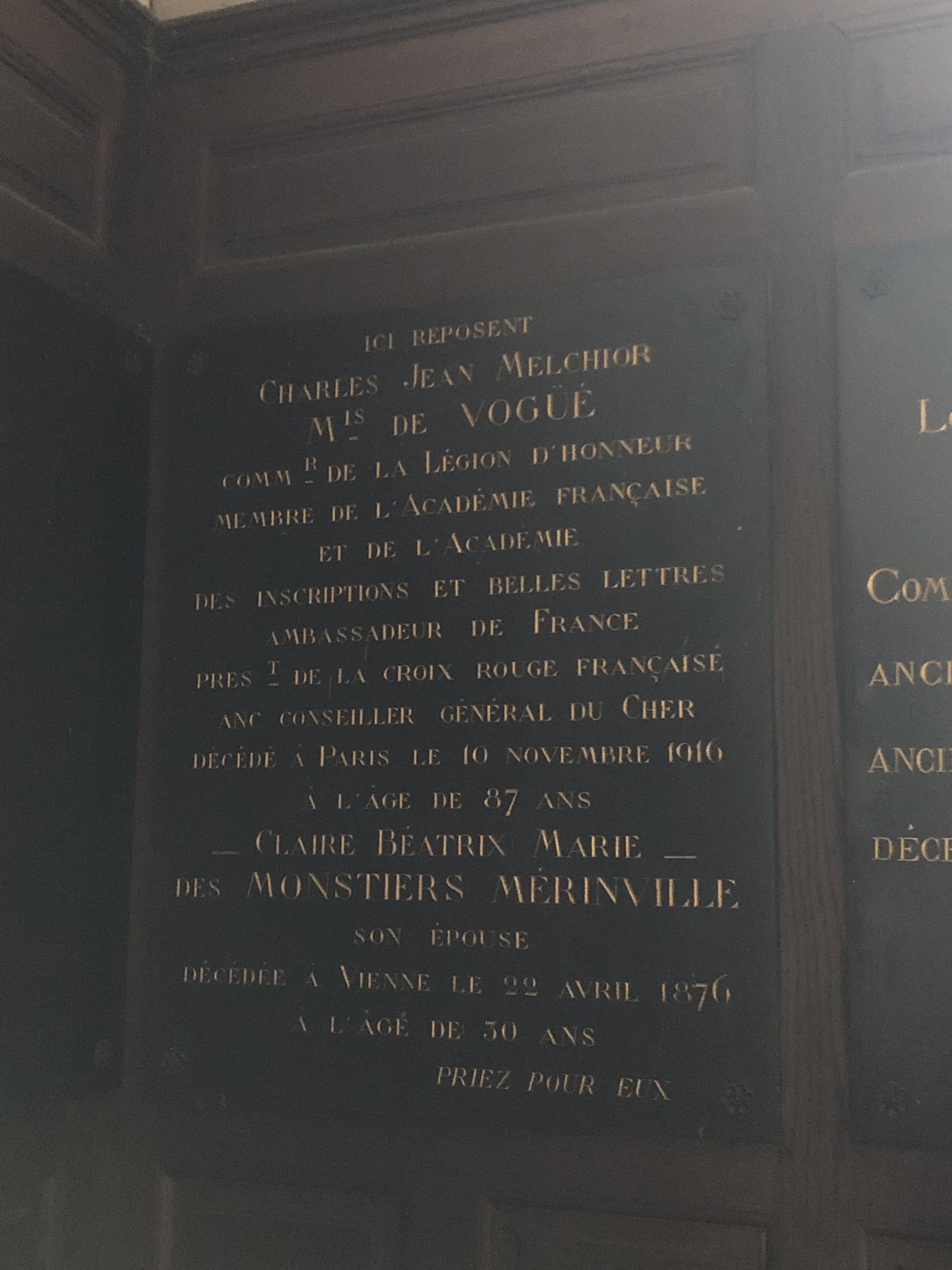
Plaque funéraire de Charles-Jean Melchior de Vogüé

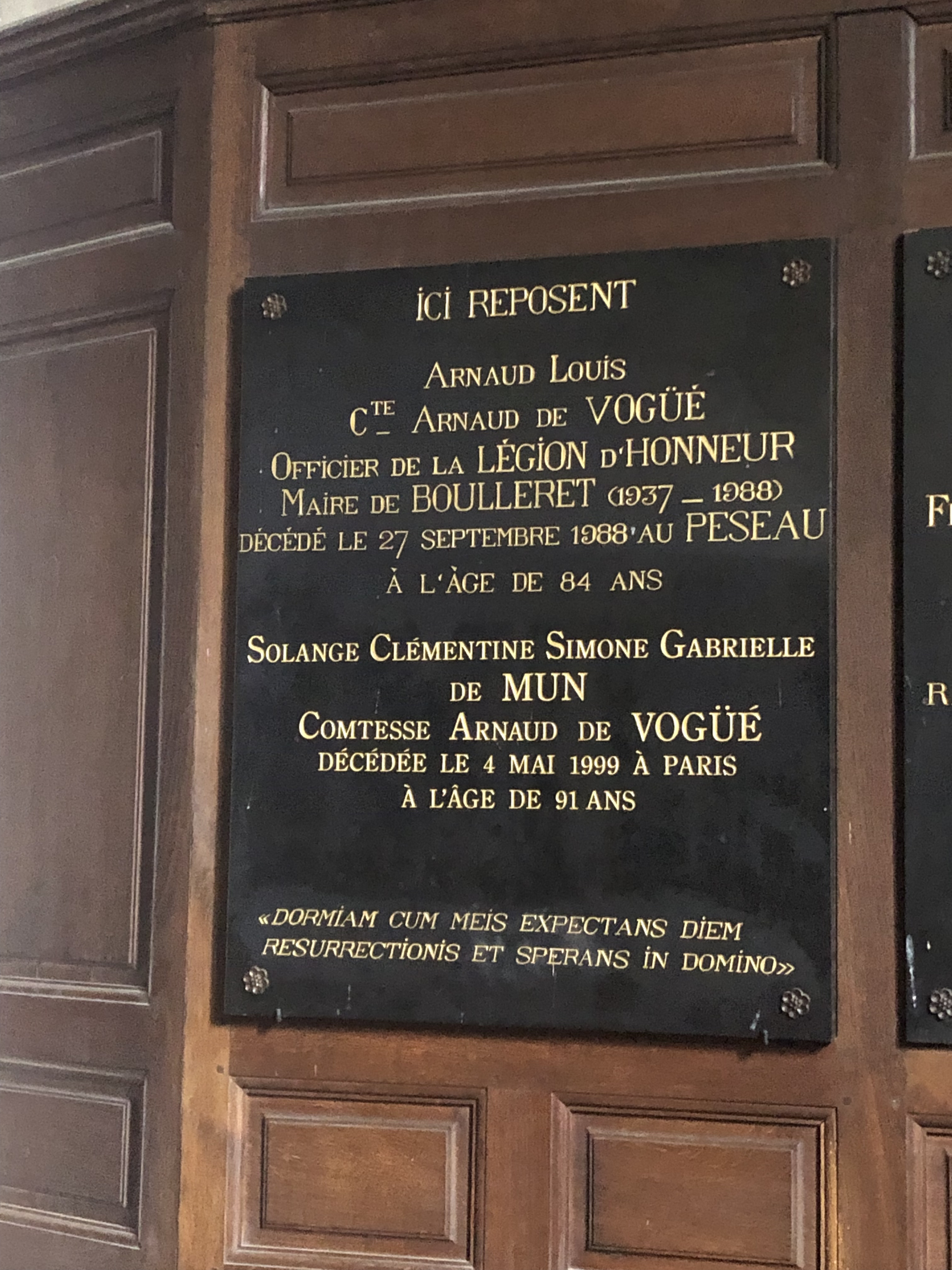
Plaque funéraire d'Arnaud de Vogüé dans l'Église de Boulleret.

## Portraits

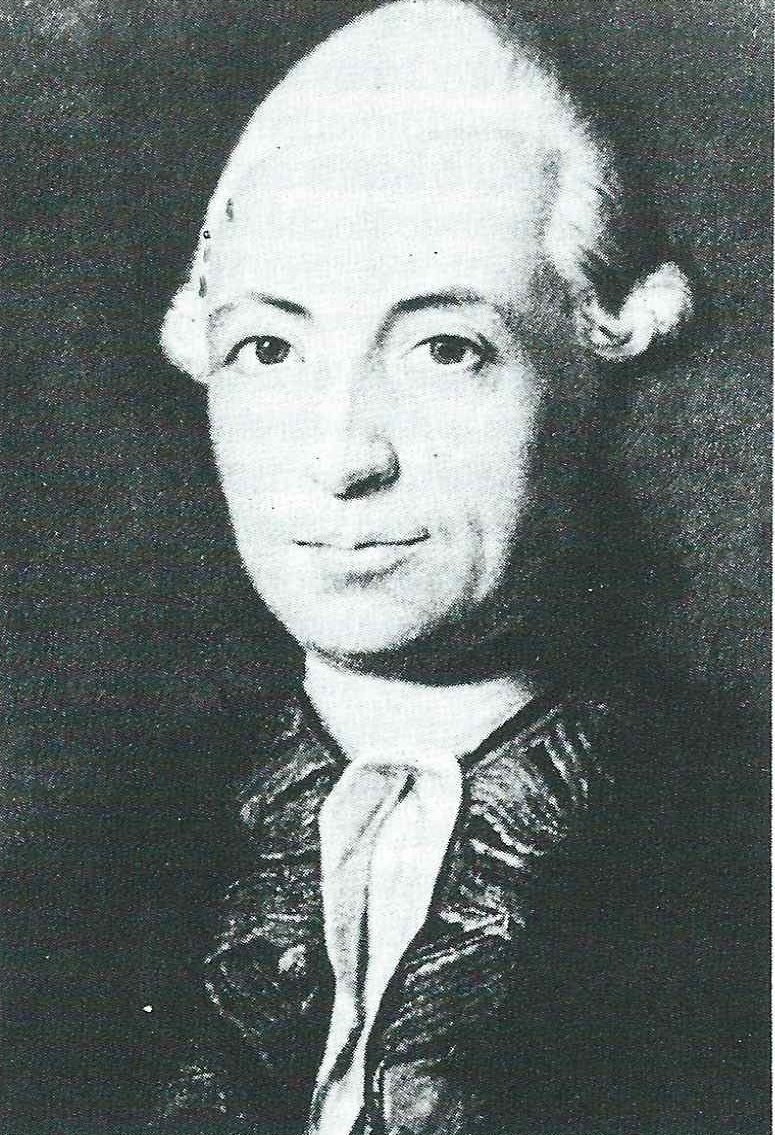
Cerice de Vogüé
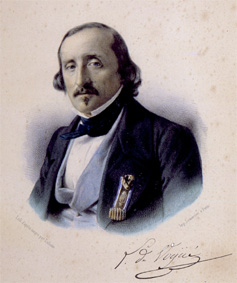
Léonce de Vogüé
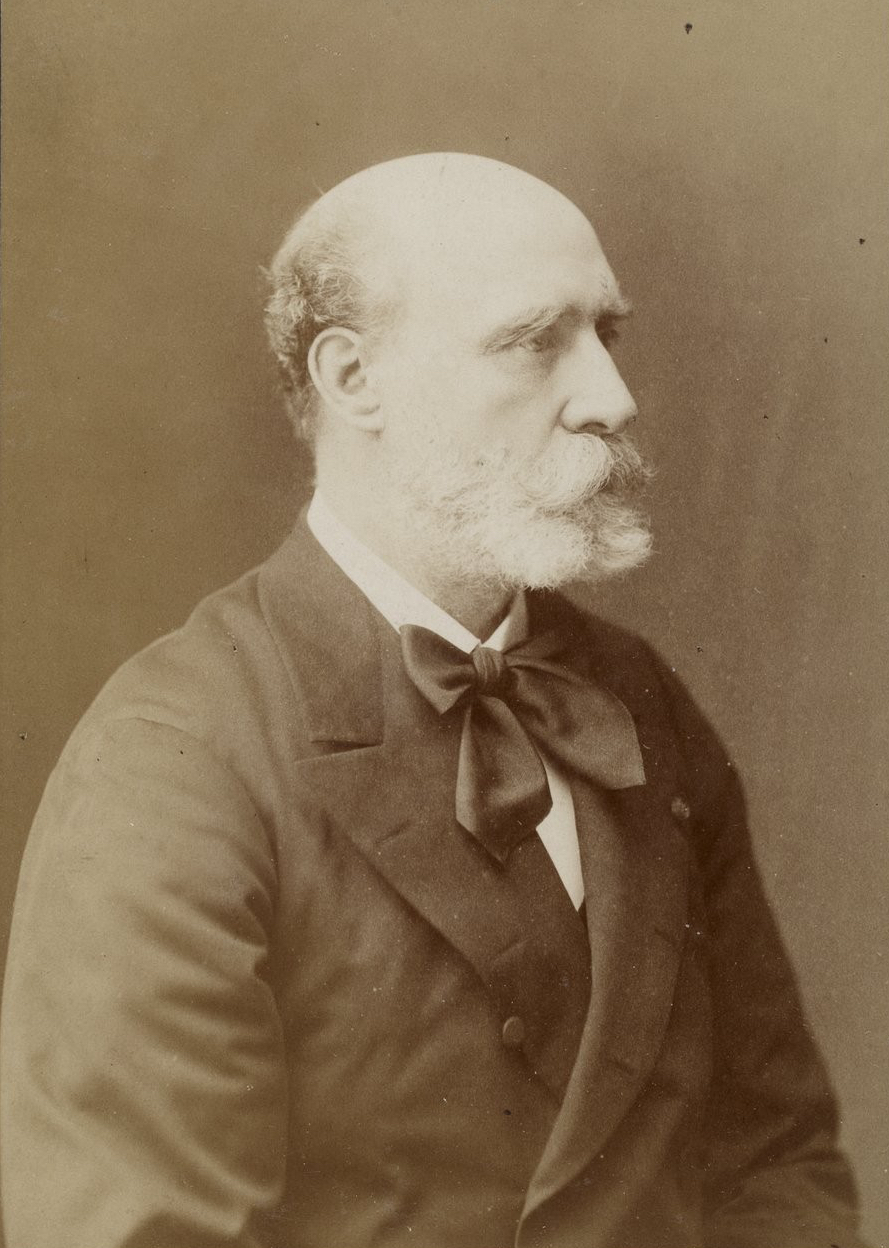
Charles-Jean-Melchior de Vogüé
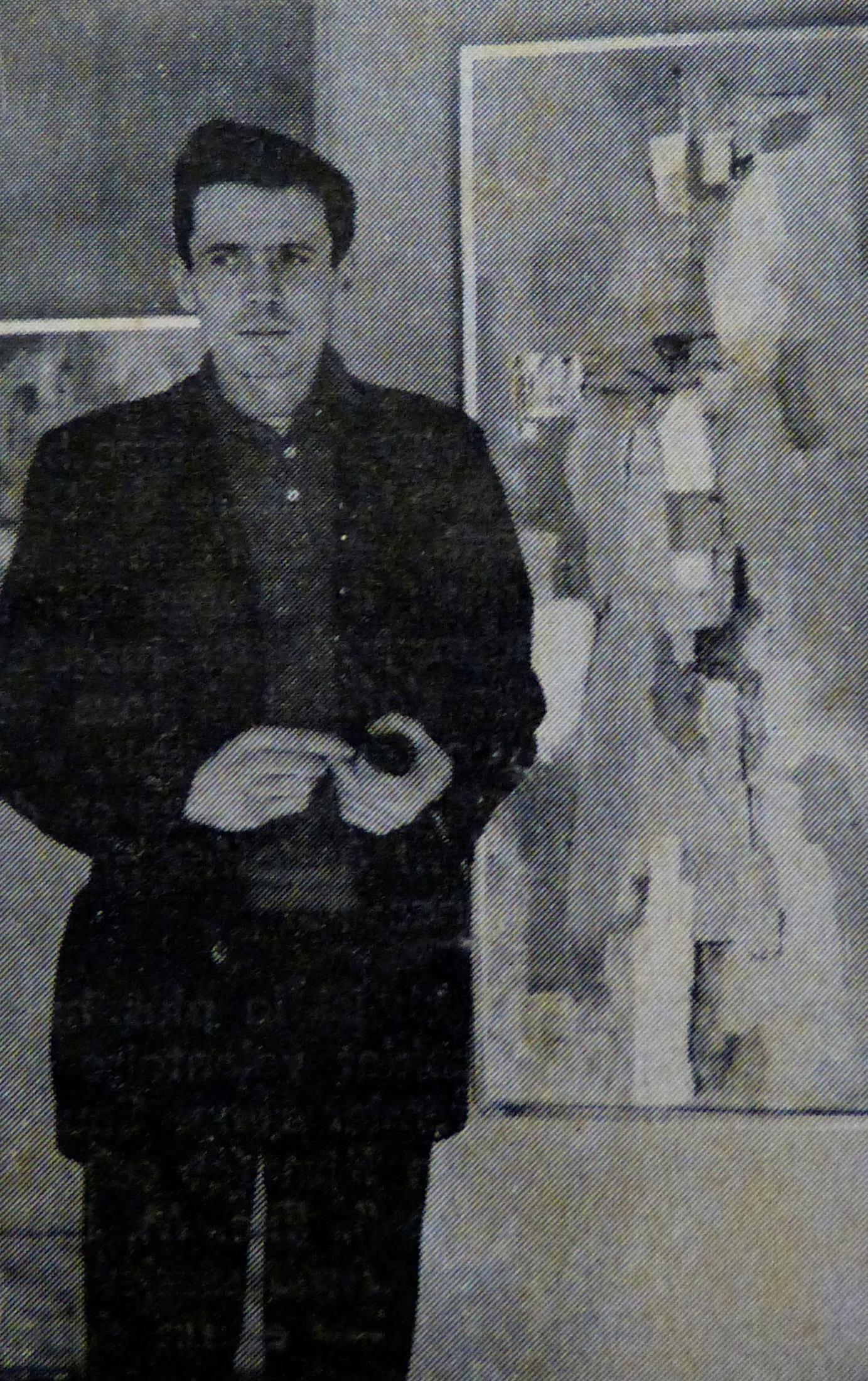
Guy de Vogüé
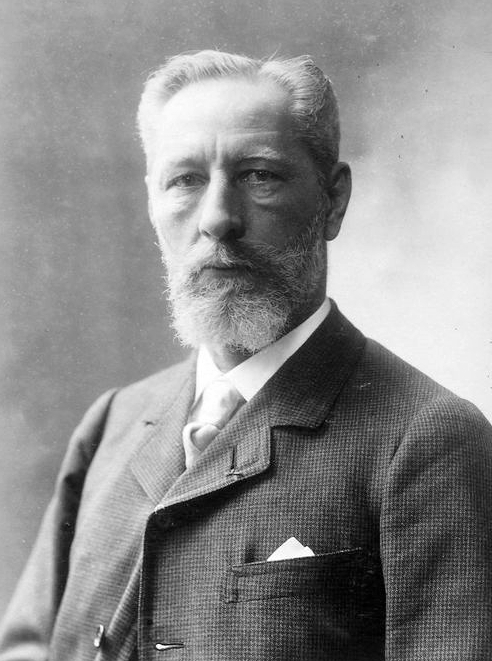
Eugène-Melchior de Vogüé par Nadar
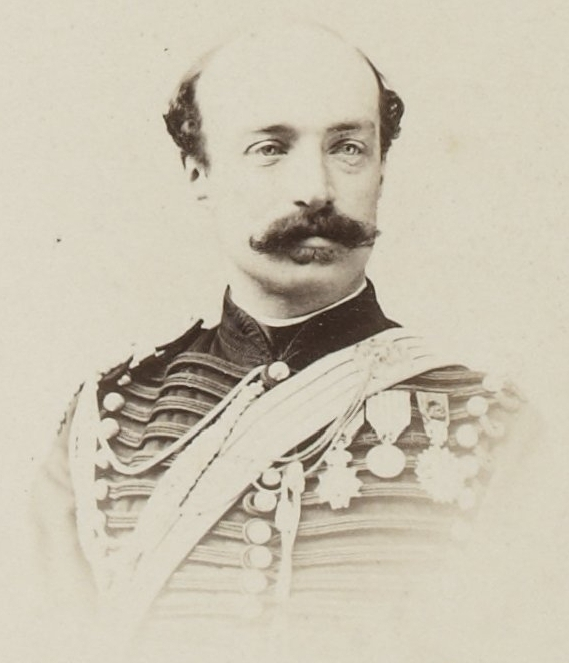
Robert de Vogüé

## Demeures de famille
- Château de Vogüé (Ardèche)
- Château de La Verrerie (Cher)
- Château de Buranlure (Cher)
- Château de Miromesnil (Seine Maritime)
- Château de Commarin (Côte d'Or)
- Château d'Arlay (Jura)
- Château de Vaux le Vicomte (Seine et Marne)
- Château du Tremblay sur Mauldre (Yvelines)

### Fonds d'archives
- Papiers personnels de la Famille de Vogüé copiés et conservés aux Archives nationales sous la cote 567AP (Voir la notice dans la salle des inventaires virtuelle des Archives nationales).